# Nanos fallaciosus
Nanos fallaciosus är en skalbaggsart som beskrevs av Lebis 1953. Nanos fallaciosus ingår i släktet Nanos och familjen bladhorningar. Inga underarter finns listade i Catalogue of Life.